# Zolloberinspektor Kressin
Zolloberinspektor Kressin ist eine fiktive Figur aus der Fernsehkrimireihe Tatort, gespielt von Sieghardt Rupp. Er ermittelte bundesweit, unter anderem in Köln, Hamburg oder Bonn. Auch im angrenzenden Ausland war Kressin tätig, wie Lüttich in Belgien oder Kopenhagen in Dänemark.
Der WDR produzierte sieben Folgen mit Kressin als Hauptermittler; vier davon schrieb Wolfgang Menge. Kressin war stets allein unterwegs, bewegte sich aber in seinem jeweils zu klärenden Fall im Hoheitsbereich eines anderen Tatortermittlers, sodass es Gastauftritte anderer Tatort-Kommissare gab, beispielsweise von Trimmel, Lutz, Konrad, Marek und Liersdahl. Auch Kressin gastierte bei drei anderen Tatortermittlern und wurde in das Geschehen einbezogen. Zolloberinspektor Kressin ermittelte von 1971 bis 1973.

## Hintergrund
Die Fernsehkrimireihe Tatort ging 1970/1971 an den Start. Die fiktive Figur des Zollfahnders Kressin war ursprünglich für eine eigenständige Fernsehserie gedacht. Da die ARD in Zugzwang geriet und um schnell Filme für die neue Tatort-Reihe zur Verfügung zu haben, wurde Kressin in den Tatort eingebunden. Während die anderen frühen Ermittler der Reihe eher älter waren und in ihrer Rolle Vaterfiguren entsprachen, schuf man mit dem „Playboy“ Kressin etwas völlig Neues – auch äußerlich. Eine Besonderheit stellte die Figur auch insofern dar, als diese dienstlich nicht bei der Kriminalpolizei angesiedelt ist, wie fast alle übrigen Ermittler. Kressin ist bisher der einzige Zollfahnder in der Reihe, daneben gibt es unter den deutschen Tatort-Produktionen einige wenige Folgen mit einem MAD-Offizier sowie zwei einzelne Folgen mit jeweils einem Streifenpolizisten als Hauptermittler.
Um die Besetzung der Rolle des Kressin gab es Querelen. Der Autor Wolfgang Menge hatte Kressin als fiktive Figur geschaffen und war mit der Besetzung nicht so recht einverstanden. Zunächst hatte er sich mit dem WDR auf Heinz Bennent als Darsteller geeinigt. Beim Schreiben der Drehbücher musste er aber feststellen, dass Bennent nicht für alle Folgen passte. Per Casting einigte man sich schließlich mit Einverständnis des WDR auf Sieghardt Rupp. Jedoch hielt Menge auch ihn nicht für die Idealbesetzung, sodass er nach dem fünften Tatort die Zusammenarbeit an den Kressin-Folgen beendete.

## Figuren

### Kressin
Kressin, ein schlanker, dunkelhaariger, hochgewachsener Mann Anfang 40 mit kantigen Gesichtszügen, tritt stets in smarter James-Bond-Manier auf, mit coolen Sprüchen und begleitet von hübschen Frauen. Seinem Charme und Charisma können nur die wenigsten Damen widerstehen. Mit reichlich Haargel, lässiger Kleidung und sportlicher Figur stellt er sich allen Herausforderungen. Er arbeitet unkonventionell und ist nicht teamfähig. Immer im Alleingang unterwegs, spannt er manchmal auch seine – von Film zu Film wechselnde – weibliche Begleitung mit ein. In "Kressin und der tote Mann im Fleet" hat er sogar zwei Begleiterinnen, mit denen er offensichtlich gleichzeitig das Bett teilt. Seine beiden Freundinnen verstehen sich prächtig und baden sogar zusammen.
Während über das Sexualleben der anderen TV-Ermittler dieser Ära nahezu nichts bekannt ist, wird ständig gezeigt, wie sich Kressin mit attraktiven Frauen im Bett vergnügt. Tatsächlich war Rupp auch sehr viel jünger als die üblichen Kommissardarsteller dieser Zeit, die mit fast großväterlicher Attitüde auftraten (Erik Ode, Walter Richter, Siegfried Lowitz, Heinz Eckhardt). Rupp war der erste Repräsentant einer jüngeren Generation von Schauspielern (Hansjörg Felmy, Götz George, Eberhard Feik, Manfred Krug), die später die stark angejahrten Ermittler nach und nach ablösten und ganz anders auftraten.
Als Frauenheld, Macho und Raucher ist Kressin stets auf Eroberungen aus, am liebsten sind ihm Damen mit einem flotten Sportwagen, den er sich gerne für seine Ermittlungen ausleiht. Er selbst besitzt anscheinend kein Auto. Kressin verführt nahezu jede Frau bis etwa 40, der er begegnet; dies scheint sein zentraler Lebensinhalt zu sein. Selbst von seinen – oft leicht bekleideten – Gespielinnen wird er niemals mit Vornamen, sondern grundsätzlich nur als "Kressin" angesprochen, wodurch sein Vorname auch dem Zuschauer unbekannt bleibt.
Seine Fälle löst der Krimiheld nebenbei, während er sein Leben genießt. Über den eigenen Beruf äußert er sich abfällig, allerdings ist er ein fähiger und hartnäckiger Ermittler, der seinen Job ernst nimmt, was ihm immer wieder zum Erfolg verhilft – weshalb er bei seinem Vorgesetzten gut angesehen ist. Seinen Hauptwidersacher, den kriminellen Bandenchef Sievers, jagt er jedoch vergebens. Sievers, von Ivan Desny als smarter Gentlemanverbrecher im Rolls-Royce gespielt, ist als Drahtzieher in nahezu alle Fälle verwickelt, mit denen sich Kressin zu befassen hat, und entzieht sich immer wieder erfolgreich dem Zugriff des Ermittlers. Kressin ist ständig unterwegs und hat bei der Zollfahndung wohl kein eigenes Büro. Er unterscheidet sich stark von den beamtenhaften Zollermittlern, die ein Jahrzehnt später in der Serie "Schwarz Rot Gold" auftraten.
Da Kressins Besoldung seinem Lebensstil kaum entspricht, hat der Ermittler jede Menge Schulden, die ihn aber nicht weiter kümmern. Immer bleibt er geradlinig auf der Seite des Rechts und ist nie korrupt. Als echtes Raubein geht er keiner Schlägerei aus dem Weg und ähnelt darin dem ein Jahrzehnt später auftretenden Kommissar Horst Schimanski. Der sportliche Sieghardt Rupp führte dabei wie später auch Götz George die Stunts in der Regel selbst aus und ließ sich bei Schlägereien oder Treppenstürzen nicht doubeln.

### Zollrat
Der Zollrat, Kressins Vorgesetzter, wird von Hermann Lenschau gespielt. Er hat stets nur kurze Auftritte, oftmals aus der Ferne am Telefon, weil Kressin gerade in ganz anderen Städten agiert. Dabei segnet er in der Regel Kressins Aktionen ab, gibt Anordnungen für einen Einsatz oder rügt ihn auch schon mal, wenn Kressin über das Ziel hinausgeschossen ist. Bis auf die Folge Tote Taube in der Beethovenstraße ist der Zollrat in jeder Episode mit dabei.

### Sievers
Sievers, der Edelganove, wird von Ivan Desny gespielt. Mit seinem kleinen noblen Schnauzbart und der Ausstrahlung eines Kosmopoliten tritt er absolut gelassen und selbstsicher auf. Er ist immer höflich, hat ausgesucht gute Manieren und trägt teure, zweifellos maßgeschneiderte Kleidung. Standesgemäß ist Sievers im Rolls-Royce mit Chauffeur und liechtensteinischem Kennzeichen unterwegs, er bewohnt wechselnde Nobelvillen. Sievers fährt allerdings auch schon mal mit der Bahn. Der Gentlemangangster scheint im kriminellen Bereich auf nahezu jedem "Geschäftsfeld" aktiv zu sein (Rauschgifthandel, Alkoholschmuggel, Kunsthandel, Gangsterbefreiung, internationale Waffengeschäfte, illegaler Goldhandel …).
Sievers ist außer in der Folge Tote Taube in der Beethovenstraße in jeder der sieben Kressin-Episoden mit dabei, mitunter auch nur in einer winzigen Sequenz, durch die deutlich wird, dass er einmal mehr als Drahtzieher im Hintergrund aktiv war. Trotz aller Bemühungen Kressins, der ein starkes Interesse hat, seinen notorischen Gegenspieler zu verhaften, ist er bis zur letzten Folge nicht zu fassen. Wie mit der Kressin-Figur selbst orientierten sich die Autoren hier offensichtlich an den Filmen der James-Bond-Reihe, in denen der wiederkehrende Bösewicht Blofeld auftaucht. Ein durchgehender Gegenspieler blieb in der Tatort-Reihe die Ausnahme; erst 2013 tauchte in den Filmen mit Nick Tschiller wieder eine derartige Figur auf.

## Folgen mit Kressin als Hauptermittler
| Fall | Titel                                      | Erstausstrahlung | Folge | Autor                                                   | Regie               | Besonderheiten                                                             |
| ---- | ------------------------------------------ | ---------------- | ----- | ------------------------------------------------------- | ------------------- | -------------------------------------------------------------------------- |
| 1    | Kressin und der tote Mann im Fleet         | 10. Jan. 1971    | 3     | Wolfgang Menge                                          | Peter Beauvais      | Gastauftritt Trimmel                                                       |
| 2    | Kressin und der Laster nach Lüttich        | 07. Mär. 1971    | 5     | Wolfgang Menge                                          | Tom Toelle          | Gastauftritt Lutz                                                          |
| 3    | Kressin stoppt den Nordexpress             | 02. Mai 1971     | 7     | Wolfgang Menge                                          | Rolf von Sydow      | Gastauftritt von Trimmels Assistent Höffgen                                |
| 4    | Kressin und die Frau des Malers            | 28. Mai 1972     | 18    | Pim de la Parra jr., Klaus Recht, Hans Heinrich Ziemann | Pim de la Parra jr. | Gastauftritt Kommissar Konrad                                              |
| 5    | Kressin und der Mann mit dem gelben Koffer | 09. Jul. 1972    | 20    | Wolfgang Menge                                          | Michael Verhoeven   | Gastauftritt Marek; Friedrich Nowottny und Ernst-Dieter Lueg in Gastrollen |
| 6    | Tote Taube in der Beethovenstraße          | 07. Jan. 1973    | 25    | Samuel Fuller                                           | Samuel Fuller       | Lief in den USA im Kino                                                    |
| 7    | Kressin und die zwei Damen aus Jade        | 08. Jul. 1973    | 31    | Karl Heinz Willschrei                                   | Rolf von Sydow      | Gastauftritt Liersdahl und Schäfermann                                     |

Der Fall Tote Taube in der Beethovenstraße ist eine Ausnahme unter den Kressin-Folgen: Kressin spielt nur eine Nebenfigur in den ersten 10 Filmminuten, und Hauptermittler ist ein amerikanischer Privatdetektiv. Der Amerikaner Samuel Fuller schrieb das Drehbuch und führte Regie. In den USA lief der Film 1974 im Kino.

## Folgen mit Kressin als Gastermittler
| Folge des Hauptermittlers | Titel                | Erstausstrahlung | Fall | Autor                                 | Regie                | Besonderheiten |
| ------------------------- | -------------------- | ---------------- | ---- | ------------------------------------- | -------------------- | --- |
| 2                         | Der Fall Geisterbahn | 12. Mär. 1972    | 16   | Hansjörg Martin, Hans Dieter Schwarze | Hans Dieter Schwarze | Wegen unklarer Lizenzrechte nach Konkurs der Produktionsfirma nicht wiederholt Hauptermittler Kommissar Konrad, Produktion des HR                                                           |
| 2                         | Die Samtfalle        | 12. Nov. 1972    | 23   | Fritz Eckhardt                        | Walter Davy          | Marek als Hauptermittler, Produktion des ORF |
| 3                         | Jagdrevier           | 13. Mai 1973     | 29   | Herbert Lichtenfeld                   | Wolfgang Petersen    | Finke als Hauptermittler, Produktion des NDR Kressin ist keine handelnde Figur, sondern Finke u. a. schauen den Tatort Nr. 18 Kressin und die Frau des Malers im Fernseher einer Gaststätte |